# Maleo
Maleo es una localidad y comune italiana de la provincia de Lodi, región de Lombardía, con 3.322 habitantes.

## Evolución demográfica
| Gráfica de evolución demográfica de Maleo entre 1861 y 2001 |
|                                                             |
| Fuente ISTAT - elaboración gráfica de Wikipedia             |